# American Tourister
American Tourister è un marchio commerciale statunitense, di proprietà del gruppo Samsonite, che identifica una linea di prodotti per il viaggio, in particolare valigie rigide e morbide, zaini, borse da cabina e accessori da viaggio.

## Storia
American Tourister fu fondata nel 1933 a Providence, Rhode Island, da Sol Koffler insieme al fratello Irving, con l’obiettivo di creare una valigia resistente, accessibile e vendibile al prezzo popolare di un dollaro, investendo in questo progetto tutti i propri risparmi. Inizialmente noto come American Luggage Works, l’azienda si affermò rapidamente grazie a prodotti robusti e dal design funzionale.
Nel 1945, poco dopo la fine della seconda guerra mondiale, il settore dei viaggi aerei registrò una forte espansione e crebbe la domanda di valigie leggere. American Tourister rispose lanciando la linea Hi-Taper, più leggera e facile da trasportare. Negli anni Cinquanta sperimentò nuovi materiali, tra cui vinile e plastica termoformata, e introdusse sul mercato il design Tri-Taper, diventando uno dei primi marchi a utilizzare tecniche di stampaggio a caldo nel settore della valigeria.

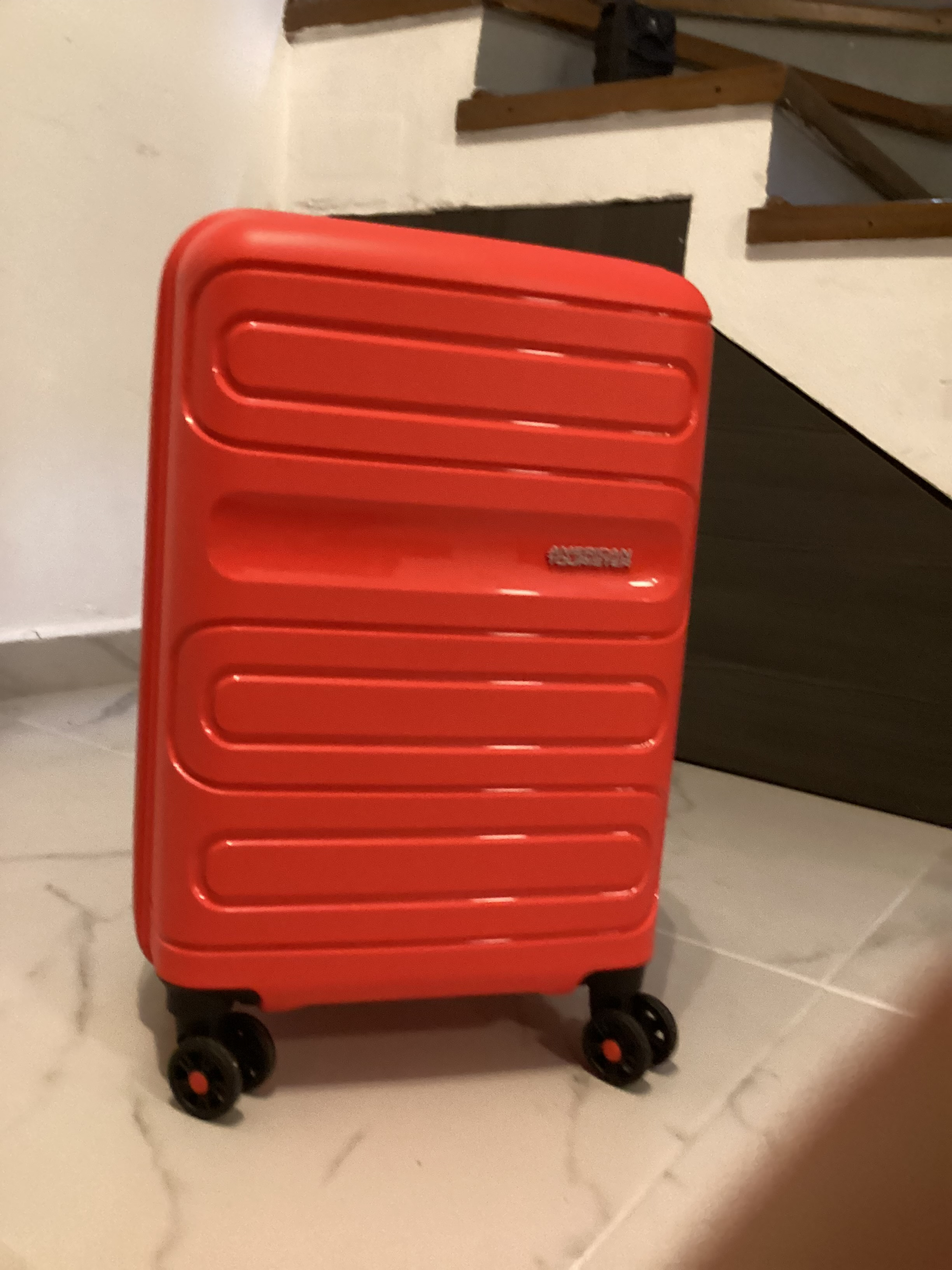
Bagaglio a mano American Tourister.

Nel 1965 fu la prima azienda del settore a testare i propri prodotti in volo, affidandoli alle assistenti di volo delle principali compagnie aeree, con l’intento di dimostrarne la resistenza e l'affidabilità. Negli anni Settanta acquisì grande notorietà grazie a una serie di celebri spot pubblicitari, tra cui quello del “gorilla” — un primate che maltrattava una valigia all’interno di una gabbia, senza riuscire a danneggiarla. La campagna, lanciata nel 1971, restò in onda per oltre un decennio e contribuì in modo significativo alla popolarità del marchio.
Durante gli anni Ottanta, l’azienda ampliò la propria gamma includendo valigie in tessuto (softside), in risposta all’evoluzione della domanda da parte del pubblico, che privilegiava soluzioni più leggere e flessibili. Tuttavia, all’inizio degli anni Novanta, American Tourister attraversò una fase di difficoltà finanziaria che portò, nel 1993, alla sua acquisizione da parte del gruppo Astrum International, già proprietario di Samsonite, il principale concorrente nel settore. L’operazione, del valore di 68 milioni di dollari, segnò l’inizio di una nuova fase strategica per il marchio, che divenne una divisione del gruppo Samsonite.
Nel 1995, Astrum si scisse in due entità separate e American Tourister fu integrata ufficialmente all’interno della Samsonite Corporation. Negli anni successivi, l’azienda affrontò una profonda riorganizzazione: chiuse diversi stabilimenti produttivi, tra cui quelli di Rhode Island e della Florida, e trasferì parte della produzione a Denver, pur mantenendo centri logistici in altri stati.
Nel 2019 American Tourister risultò essere il secondo marchio di valigie al mondo per vendite, con una presenza commerciale in oltre 90 Paesi. Tuttavia, la pandemia di COVID-19, che colpì il mondo a partire dal 2020, causò un drastico calo dei viaggi aerei e determinò pesanti perdite per la casa madre, Samsonite, che nel solo 2020 registrò un passivo di circa 787 milioni di dollari.